# Ignacy Kołakowski
Ignacy Kołakowski (ur. 1800 w Suchopolu, zm. 1860 w Białymstoku) – polski poeta, poliglota i tłumacz.

## Życiorys
Urodził się w 1800 w Suchopolu w rodzinie Grzegorza i Antoniny z d. Janiszewskiej. Był wychowankiem i ulubieńcem Franciszka Karpińskiego. Nauki pobierał w domu oraz w gimnazjum w Świsłoczy, a następnie ukończył studia na Wydziale Prawa i Administracji Królewskiego Uniwersytetu Warszawskiego.
Przez dwa lata był w domu Zamoyskich pełniąc prywatne obowiązki, w 1823 zamieszkał w Grodnie i pracował w sądownictwie. 
Następnie został dyrektorem gimnazjum w Białymstoku, gdzie mieszkał do końca życia. Był członkiem Wileńskiej Komisji Archeologicznej, Królewskiego Towarzystwa Badaczy Starożytności w Kopenhadze oraz Towarzystwa Geograficznego w Londynie.
Ignacy Kołakowski znał ponad dziesięć języków (sanskryt, hiszpański, szwedzki, włoski, czeski, łacina, francuski, niemiecki, rosyjski) i udzielał się jako tłumacz literatury zagranicznej. W 1818 współredagował pismo „Miesięcznik Warszawski”. Tłumaczenia zamieszczał w prasie warszawskiej, wileńskiej i petersburskiej. Sam pisał sielanki, ballady, wiersze liryczne i okolicznościowe.
Wydał osobno: „Zabawki wierszem” - Wilno 1824, poemat „Miłostki Franusi” - Wilno 1825 oraz „Wspomnienia z Piotrogradu” - Petersburg 1836.
Zmarł w 1860 w Białymstoku.